# Municipio de Dutch Mills
El municipio de Dutch Mills (en inglés: Dutch Mills Township) es un municipio ubicado en el condado de Washington en el estado estadounidense de Arkansas. En el año 2010 tenía una población de 390 habitantes y una densidad poblacional de 10,04 personas por km².

## Geografía
El municipio de Dutch Mills se encuentra ubicado en las coordenadas 35°53′19″N 94°29′22″O / 35.88861, -94.48944. Según la Oficina del Censo de los Estados Unidos, el municipio tiene una superficie total de 38.84 km², de la cual 38,65 km² corresponden a tierra firme y (0,49 %) 0,19 km² es agua.

## Demografía
Según el censo de 2010, había 390 personas residiendo en el municipio de Dutch Mills. La densidad de población era de 10,04 hab./km². De los 390 habitantes, el municipio de Dutch Mills estaba compuesto por el 86,15 % blancos, el 0,26 % eran afroamericanos, el 5,38 % eran amerindios, el 5,38 % eran asiáticos, el 0,77 % eran de otras razas y el 2,05 % eran de una mezcla de razas. Del total de la población el 1,28 % eran hispanos o latinos de cualquier raza.